# Anatkina candidipes
Anatkina candidipes är en insektsart som först beskrevs av Walker 1858.  Anatkina candidipes ingår i släktet Anatkina och familjen dvärgstritar. Inga underarter finns listade i Catalogue of Life.